# 10th Anniversary Show : Young Wolves Rising
10th Anniversary Show : Young Wolves Rising est un pay-per-view de catch produit par la Ring of Honor (ROH), qui était disponible uniquement en ligne. Le PPV se déroula le 4 mars 2012 au Hammerstein Ballroom à Manhattan, dans l'état de New York. C'était la 10e édition de Anniversary Show de l'histoire de la ROH et le premier pay-per-view de l'année 2012. C'est l'un des pay-per-view majeurs de la ROH qui célèbre l'anniversaire de la fédération.

## Contexte
Les spectacles de la Ring of Honor en paiement à la séance sont constitués de matchs aux résultats prédéterminés par les scénaristes de la ROH. Ces rencontres sont justifiées par des storylines - une rivalité avec un catcheur, la plupart du temps - ou par des qualifications survenues au cours de shows précédant l'évènement. Tous les catcheurs possèdent un gimmick, c'est-à-dire qu'ils incarnent un personnage face (gentil) ou heel (méchant), qui évolue au fil des rencontres. Un pay-per-view comme Anniversay Show est donc un événement tournant pour les différentes storylines en cours.

## Résultats
| #                                                                | Matchs | Stipulation                                            | Durée |
| ---------------------------------------------------------------- | --- | ------------------------------------------------------ | ----- |
| 1                                                                | The All-Night Express (Kenny King & Rhett Titus) battent The World's Greatest Tag Team (Charlie Haas & Shelton Benjamin) | Tag Team match                                         | 13:34 |
| 2                                                                | Mike Bennett (avec Bob Evans et Maria Kanellis) bat Homicide                                                             | Match simple                                           | 10:47 |
| 3                                                                | The House of Truth (Michael Elgin & Roderick Strong) battent Amazing Red & TJ Perkins                                    | Tag Team match                                         | 11:10 |
| 4                                                                | Jay Lethal (c) contre Tommaso Ciampa (avec R.D. Evans, Prince Nana et Princess Mia) se termine en No-Contest             | Match simple pour le ROH World Television Championship | 15:00 |
| 5                                                                | Briscoe Brothers (Jay Briscoe & Mark Briscoe) (c) battent The Young Bucks (Matt Jackson & Nick Jackson)                  | Tag Team match pour le ROH World Tag Team Championship | 13:12 |
| 6                                                                | Kevin Steen bat Jimmy Jacobs                                                                                             | No Holds Barred match                                  | 14:56 |
| 7                                                                | Adam Cole & Eddie Edwards battent Team Ambition (Davey Richards & Kyle O'Reilly)                                         | Tag Team match                                         | 39:35 |
| (c) désigne le(s) champion(s) défendant son titre dans le match. | |                                                        |       |